# Преображенський собор (Донецьк)
Свято-Преображенський катедральний собор — катедральний православний храм у Донецьку названий на честь Преображення Господнього. Головний храм Донецької єпархії Української православної церкви (МП).
Збудований в кінці XX століття за образом однойменної церкви, підірваної у 1931 році.

## Історія
Кам'яне будівництво почато в Юзівці восени 1883 року замість дерев'яного храму. 2 листопада 1886 року храм був освячений. Церковне братство Спасо-Преображенської церкви в 1896 році заснувало Братську школу в Юзівці.
11 грудня 1930 року Свято-Преображенський собор втратив дзвони, а пізніше була зруйнована дзвіниця. А в 1931 році собор був підірваний нібито для добутку будматеріалів. 18 жовтня 1931 року заступник голови Сталінського міськвиконкому написав такий документ:
|  | «Відгук. Виданий вибуховому техніку Всеукраїнського відділення Вибухвійскпрому тов. Кондратьєву Я. І. в тому, що доручені йому вибухові роботи по підриву собору м. Сталіно проводилися ним технічно грамотно і цілком добре, в результаті чого отримано до 80% придатного будматеріалу ». Оригінальний текст (рос.) «Отзыв. Выдан взрывному технику Всеукраинского отделения Взрывоенпрома тов. Кондратьеву Я. И. в том, что порученные ему взрывные работы по взрыву собора г. Сталино производились им технически грамотно и вполне хорошо, результатом чего получено до 80% годного стройматериала». |

Після цього підірваний храм ще два роки лежав у руїнах.

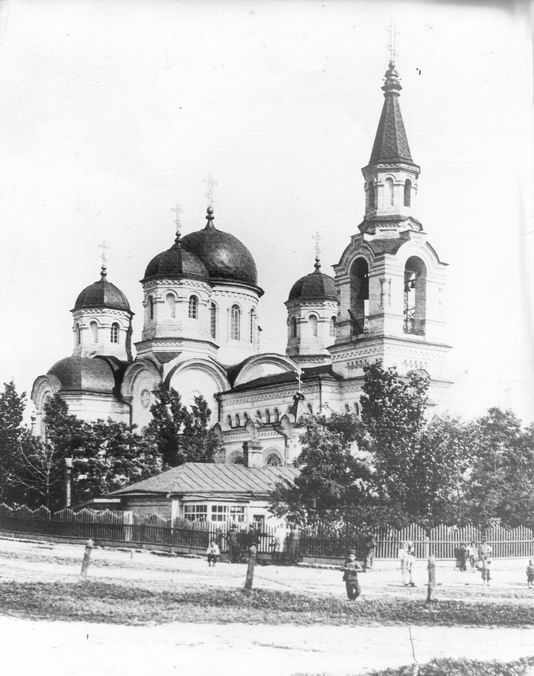
Свято-Преображенський собор, фото з Державного архіву Донецької області
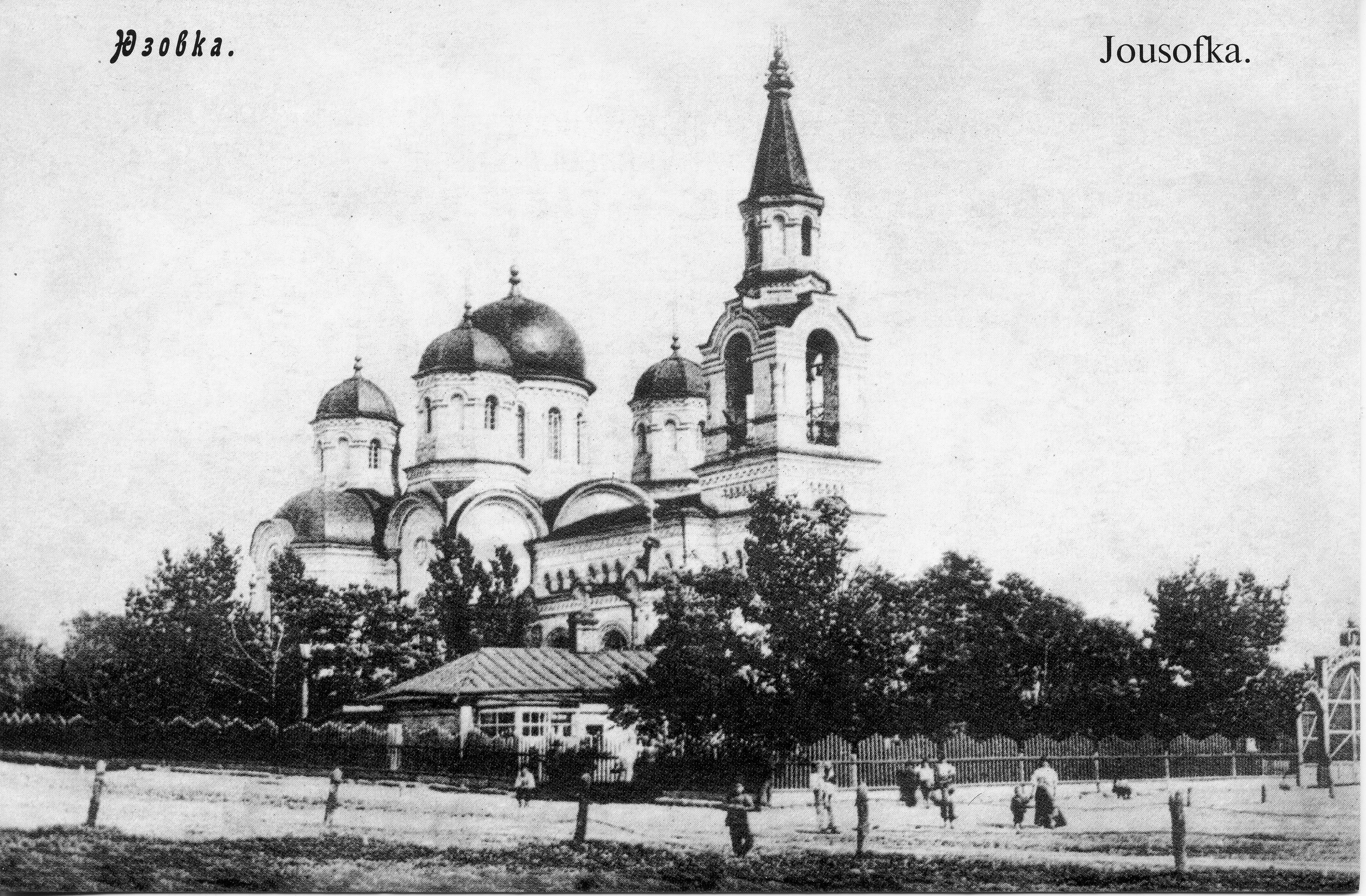
Свято-Преображенський собор
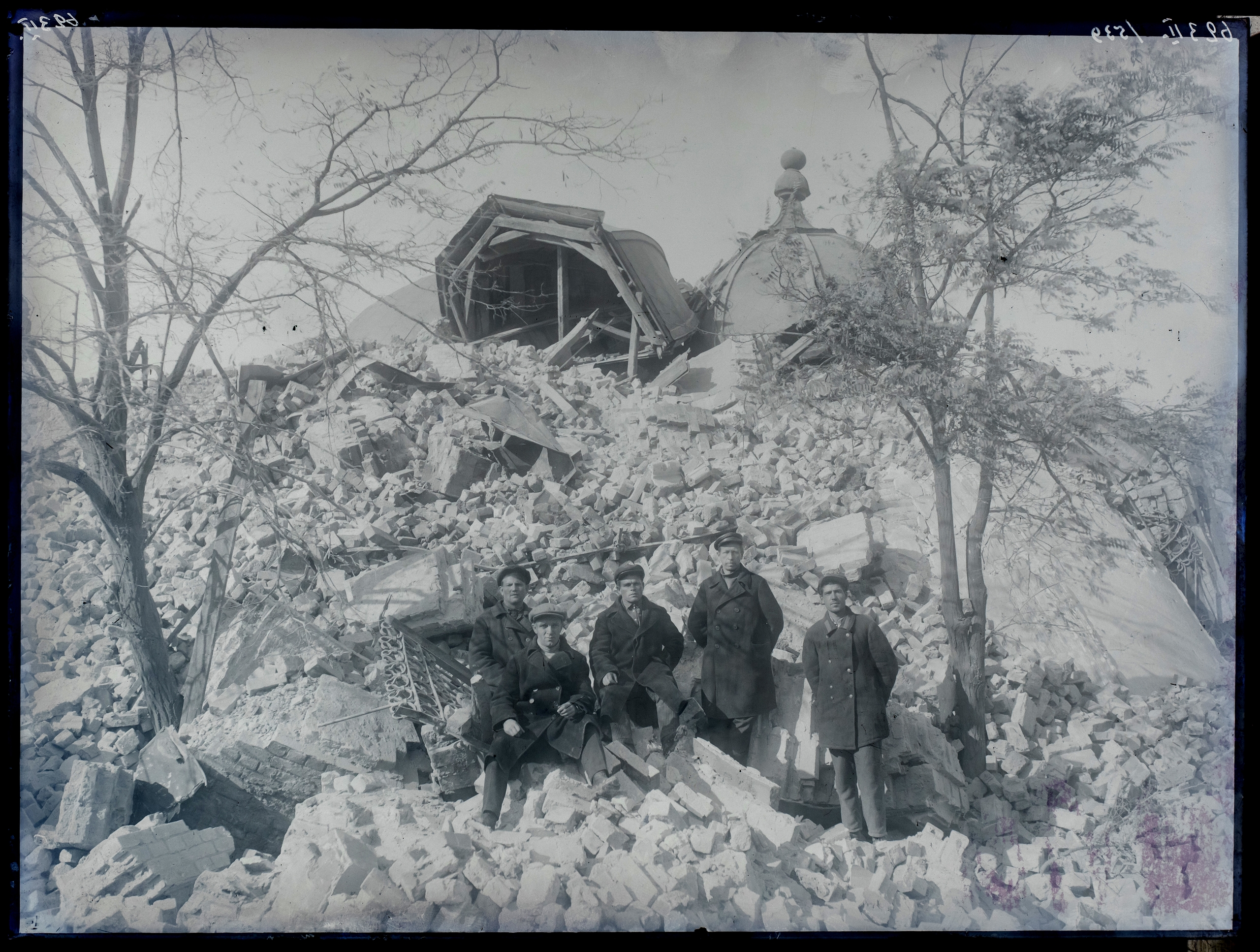
Залишки Свято-Преображенського собору, фото з Державного архіву Донецької області

12 лютого 1992 року Донецькою міською радою було прийнято рішення про відведення земельної ділянки і початок будівництва нового собору. Новий собор будувався в іншому вигляді, аніж той, що був до його руйнування. Місце будівництва нового собору не збігається зі старим. Будівництво почалося в 1997 році. Відкриття для прихожан планувалося на 2006 рік.
У 2002 році біля входу до собору встановлена подарована київською владою бронзова статуя архистратига Михаїла, яка раніше стояла на Майдані Незалежності в Києві (дар у відповідь киян на копію пальми Мерцалова, яку Донецьк подарував Києву влітку 2001 року).